# فیروزآباد (دلیجان)
فیروزآباد روستایی در دهستان دودهک بخش مرکزی شهرستان دلیجان استان مرکزی ایران است.

## جمعیت
بر پایه سرشماری عمومی نفوس و مسکن در سال ۱۳۹۵ جمعیت این روستا ۶۹ نفر (۱۱خانوار) بوده‌است.